# Större båtspinnare
Större båtspinnare, Bena bicolorana, är en fjärilsart som beskrevs av Johann Kaspar Füssli 1776. Större båtspinnare ingår i släktet Bena och familjen trågspinnare, Nolidae. Arten är reproducerande och har livskraftiga (LC) populationer i både Sverige och i Finland. Artens livsmiljö är friska och torra lundar. Inga underarter finns listade i Catalogue of Life.

## Bildgalleri

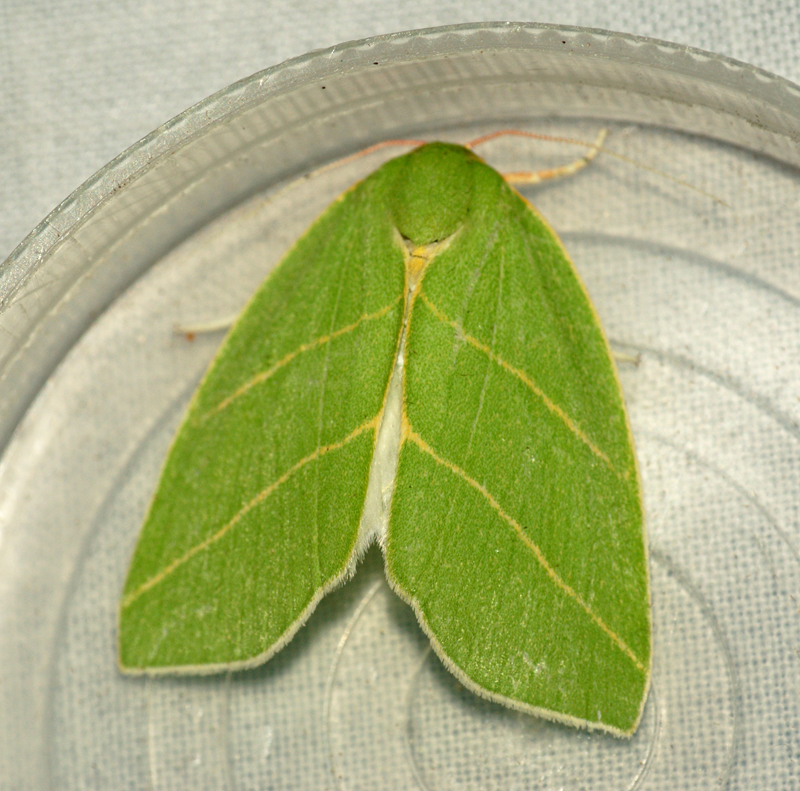
Imago fjäril
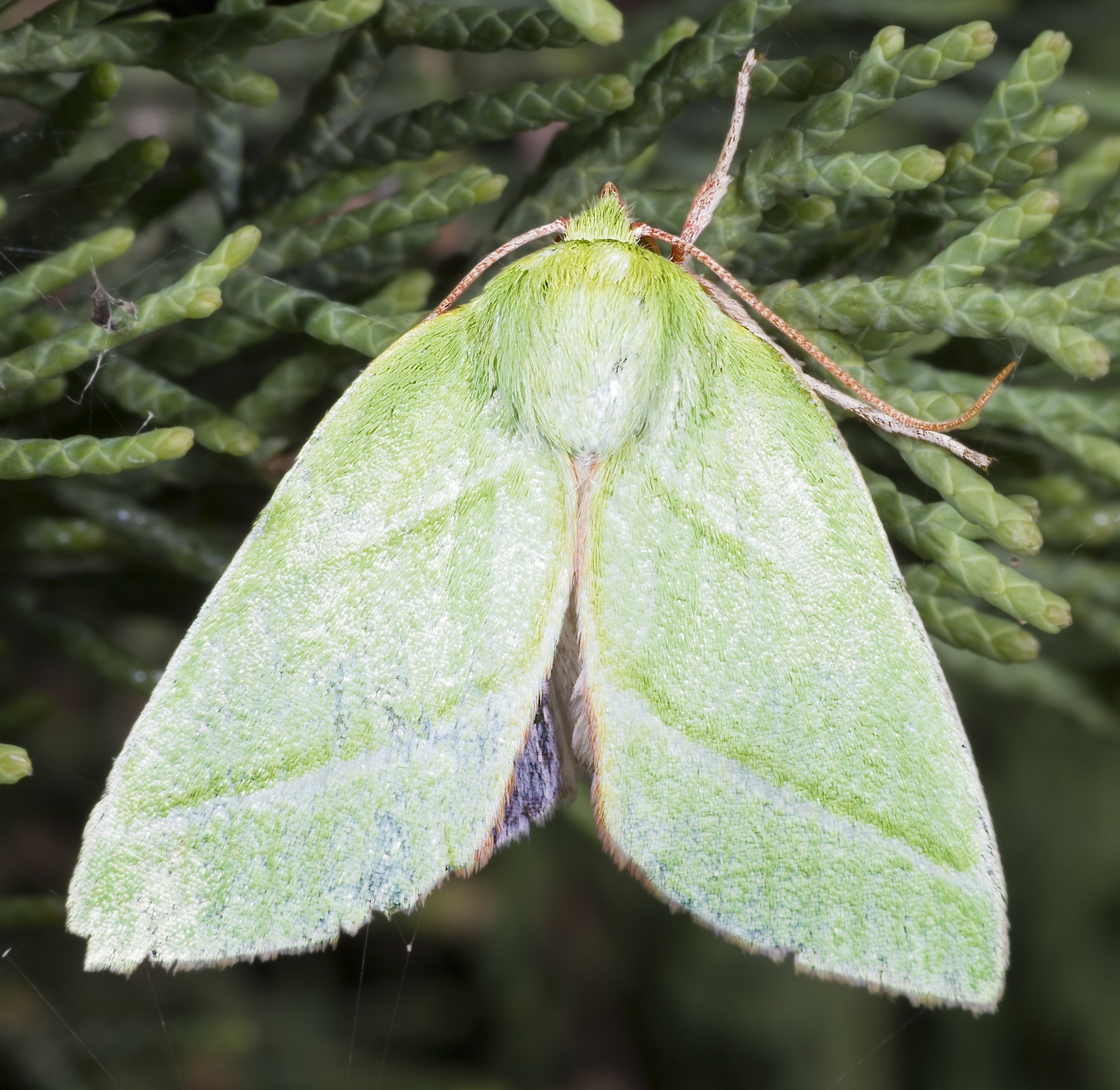
Imago fjäril
Över och undersida av preparerad (uppnålad) imago fjäril